# 71556 Page
71556 Page è un asteroide della fascia principale. Scoperto nel 2000, presenta un'orbita caratterizzata da un semiasse maggiore pari a 3,0360782 au e da un'eccentricità di 0,0967781, inclinata di 9,45728° rispetto all'eclittica.
L'asteroide è dedicato all'astrofisico statunitense Gary L. Page.